# Campiglossa intermedia
Campiglossa intermedia är en tvåvingeart som först beskrevs av Zia 1937.  Campiglossa intermedia ingår i släktet Campiglossa och familjen borrflugor. Inga underarter finns listade.